# Глід Станкова
Глід Станкова (Crataegus stankovii) — вид квіткових рослин родини трояндових (Rosaceae).
За іншими даними таксон є синонімом Crataegus meyeri Pojark..

## Біоморфологічна характеристика
Кущ 2–3 метри. Плоди 10–15 мм у діаметрі, округлі, знизу з 4–5 тупими гранями, яскраво-червоні; чашолистки припіднято-відігнуті.

## Поширення
Ендемік Криму, Україна.
В Україні росте серед чагарників — у Криму, зрідка (Білогірський та Сімферопольський р-ни).